# Bulbophyllum sibuyanense
Bulbophyllum sibuyanense là một loài phong lan thuộc chi Bulbophyllum.